# Frédéric Mlynarczyk
Frédéric Mlynarczyk (20 novembre 1965) è un copilota di rally e insegnante francese.

## Biografia
Insegnante al liceo "Paul Héraud" di Gap, ha partecipato alla FIA E-Rally Regularity Cup ottenendo, in coppia con il co-pilota Christophe Marques, la vittoria all'Eco Rally Sanremo nel 2018 e due terzi posti (2017 e 2019) all'eRallye Monte Carlo. In coppia con Artur Prusak ha invece ottenuto il secondo posto a Sanremo nel 2017.

## Risultati nel WRC
| 1999 | Scuderia | Vettura          |    |  |  |  |  |  |  |  |  |  |  |  |  |  |  |  | Punti | Pos. |
| ---- | -------- | ---------------- | -- |  |  |  |  |  |  |  |  |  |  |  |  |  |  |  | ----- | ---- |
| 1999 |          | Citroën Saxo VTS | 35 |  |  |  |  |  |  |  |  |  |  |  |  |  |  |  | 0     |      |

| 2000 | Scuderia | Vettura          |    |  |  |  |  |  |  |  |  |  |  |  |  |  |  |  | Punti | Pos. |
| ---- | -------- | ---------------- | -- |  |  |  |  |  |  |  |  |  |  |  |  |  |  |  | ----- | ---- |
| 2000 |          | Citroën Saxo VTS | 37 |  |  |  |  |  |  |  |  |  |  |  |  |  |  |  | 0     |      |

| Legenda | 1º posto | 2º posto | 3º posto | A punti | Senza punti | Ritirato | Squalificato | NP=Non partito C=Gara cancellata | Apice=Power stage |